# Battaglia di Siffin
La battaglia di Ṣiffīn, letteralmente L'avvenimento di Ṣiffīn (in arabo وقعة صفين‎?, Waqʿat Ṣiffīn), ebbe luogo nel ṣafar 37E./luglio 657 in una località sull'Eufrate, sulla riva destra del fiume, vicino a Raqqa, dove esisteva un villaggio bizantino diroccato. Antagonisti furono il quarto califfo ʿAlī b. Abī Ṭālib e il governatore (wālī) di Siria Muʿāwiya b. Abī Sufyān.
Quest'ultimo reclamava giustizia per l'assassinio del suo parente ʿUthmān b. ʿAffān, che era stato in precedenza califfo, ma è probabile che intendesse resistere alla deposizione disposta da ʿAlī ai suoi danni.

## Il combattimento
La battaglia scoppiò dopo un lungo studio reciproco da parte dei due eserciti e si sviluppò in un primo momento a favore del governatore. L'efficace replica del califfo portò Muʿāwiya a richiedere un accordo arbitrale che aveva inizialmente rifiutato.
Sembra che per conseguire ciò il suo consigliere ʿAmr b. al-ʿĀṣ, conquistatore dell'Egitto e suo primo governatore (peraltro deposto dallo stesso ʿUthmān), abbia suggerito a Muʿāwiya di far innalzare 500 copie del Corano sulle punte delle lance dei suoi guerrieri: con questo, Muʿāwiya voleva far intendere che solo Allāh avrebbe potuto decidere chi avrebbe dovuto legittimamente guidare la comunità islamica (Umma) fondata dal Profeta.
La tradizione, pur affascinante, è quanto mai fantasiosa. Innanzi tutto per l'irrealismo di avere a disposizione sul campo di battaglia tante copie del Corano, da poco fatto mettere per iscritto da ʿUthmān, oltre al fatto che, a causa del diffusissimo analfabetismo delle truppe, formate per lo più da beduini, è del tutto implausibile che i combattenti avessero la capacità di fermarsi per leggere caratteri arabi piccoli e sprovvisti per lo più dei punti diacritici in grado di differenziare fra loro i numerosi grafemi omofoni). Inoltre è del tutto irrealistico pensare che il tutto potesse avvenire in un momento di forte stress emotivo.

## L'arbitrato
Il combattimento, comunque siano andati i fatti si arrestò e, dopo una serie di discussioni che portarono tra l'altro alla fuoriuscita dai ranghi alidi di un gruppo di fedeli che costituiranno il kharigismo, fu deciso che si sarebbe tenuto un arbitrato nella località transgiordanica di Adhruḥ e che come arbitri agissero Abū Mūsā al-Ashʿarī, per conto del califfo, e ʿAmr ibn al-ʿĀṣ per conto del governatore. Numerosi dubbi sono stati sollevati da storici accreditati, come Wilferd Madelung circa la veridicità di un arbitrato che la traduzione sunnita indica come successivamente svolto a Dūmat al-Jandal, al confine siro-arabico.
Dal momento che le cifre dei combattenti sono del tutto irrealistiche, secondo la diffusa generale mancanza di plausibilità dei dati cronachistici di parte dell'epoca, anche le cifre dei caduti sono logicamente completamente inaffidabili.
Tra i caduti alidi figura ʿAmmār b. Yāsir, uno dei primi convertiti musulmani.